# Полска бъбрица
Полската бъбрица (Anthus campestris) е средно голяма птица от семейство Стърчиопашкови (Motacillidae).

## Разпространение
Видът е разпространен в Европа, Азия и северозападна Африка. Мигрира през зимата в тропическа Африка и индийския субконтинент. Среща се и в България.